# Lista zabytków w Kerċem
To jest lista zabytków w miejscowości Kerċem, Gozo, na Malcie, które są umieszczone na liście National Inventory of the Cultural Property of the Maltese Islands.

## Lista
| Nazwa zabytku                                                                    | Lokalizacja                                                   | Współrzędne                                   | Nr na liście NICPMI | Zdjęcie |
| -------------------------------------------------------------------------------- | ------------------------------------------------------------- | --------------------------------------------- | ------------------- | ------- |
| Prehistoryczne grobowce                                                          | Pjazza San Girgor (kościół parafialny)                        | 36°02′31,2″N 14°13′38,7″E/36,042008 14,227427 | 00027               |         |
| Kościół św. Łucji                                                                | Pjazza Santa Luċija, Santa Luċija                             | 36°02′34,1″N 14°13′00,7″E/36,042814 14,216866 | 00952               |         |
| Nisza Madonny z Dzieciątkiem Jezus                                               | Pjazza Santa Luċija / Triq Għajn Għabdul                      | 36°02′34,7″N 14°13′01,4″E/36,042981 14,217044 | 00953               |         |
| Krzyż kamienny                                                                   | Pjazza Santa Luċija                                           | 36°02′34,7″N 14°13′02,7″E/36,042977 14,217403 | 00954               |         |
| Nisza Matki Bożej tal-Ħlas                                                       | 170 Triq San Girgor                                           | 36°02′31,5″N 14°13′44,5″E/36,042079 14,229032 | 00955               |         |
| Kościół parafialny pw. Matki Bożej Nieustającej Pomocy i św. Grzegorza Wielkiego | Pjazza San Girgor                                             | 36°02′30,7″N 14°13′38,2″E/36,041848 14,227276 | 00956               |         |
| Nisza św. Antoniego z Padwy                                                      | 95 Pjazza San Girgor                                          | 36°02′30,2″N 14°13′37,2″E/36,041728 14,227005 | 00957               |         |
| Nisza Matki Bożej tal-Patri                                                      | Triq Santa Luċija / Triq Qasam San Pawl                       | 36°02′26,7″N 14°13′23,8″E/36,040754 14,223271 | 00958               |         |
| Nisza św. Józefa                                                                 | 5 Triq Ġużeppi Briffa                                         | 36°02′30,0″N 14°13′46,6″E/36,041659 14,229623 | 00959               |         |
| Nisza Matki Bożej Nieustającej Pomocy                                            | Triq Ġużeppi Briffa                                           | 36°02′29,3″N 14°13′46,7″E/36,041478 14,229626 | 00960               |         |
| Nisza Krzyża Chrystusowego (pusta)                                               | 59 Triq ta-Xuxa                                               | 36°02′30,7″N 14°13′48,5″E/36,041856 14,230149 | 00961               |         |
| Nisza Matki Bożej z Góry Karmel                                                  | Triq Diċembru Tlettax / Triq San Niklaw / Triq Qasam San Ġorġ | 36°02′44,0″N 14°13′18,5″E/36,045566 14,221793 | 00962               |         |
| Nisza św. Łucji                                                                  | Pjazza Santa Luċija                                           | 36°02′34,2″N 14°13′01,0″E/36,042842 14,216944 | 00963               |         |